# Ванхатти
Ванхатти (нидерл. Wanhatti) — коммуна в округе Маровейне в Суринаме. Он расположен к востоку от Парамарибо, на берегах реки Коттика, которая течет из амазонских лесов в Карибское море.
Коммуна Ванхатти расположена в северо-восточном Суринаме, рядом с коммуной Галиби, к юго-востоку от Мунготапу и к юго-западу от Мунго.
Согласно данным переписи 2012 года, в коммуне жили 466 человек. Население выросло с 2004 года, когда там жили 351 человек.